# Cassa di Risparmio di Mirandola
La Cassa di risparmio di Mirandola è stata un istituto di credito italiano attivo dal 1863 al 2006.

## Storia

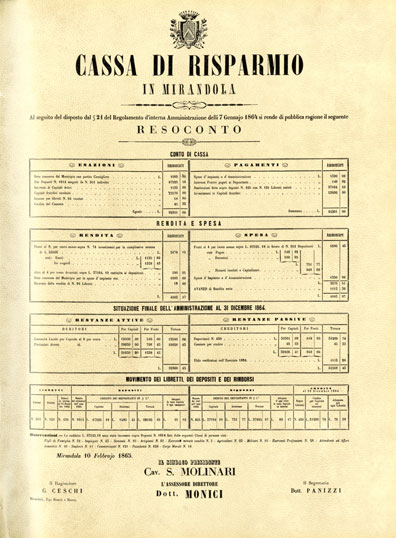
Il primo rendiconto della Cassa di Risparmio di Mirandola nel 1864

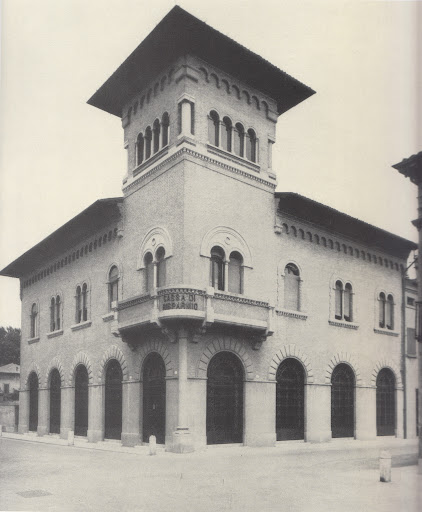
Filiale di Finale Emilia della Cassa di Risparmio di Mirandola (1929)

Già negli ultimi anni del Ducato di Modena si ipotizzò di creare una cassa di risparmio provinciale con sedi a Modena, Carpi, Mirandola e Finale Emilia; tuttavia il progetto fallì e venne poi aperta solo la Cassa di risparmio di Modena.
Nel 1859 il consiglio comunale di Mirandola iniziò a studiare la possibilità di creare un istituto di credito cittadino, ma il progetto venne interrotto dai fatti della seconda guerra d'indipendenza e dalla successiva annessione delle province emiliane al Regno di Sardegna. Nel dicembre 1860 il consigliere Antenore Roversi ripropose l'idea della cassa di risparmio municipale, che venne approvata dal consiglio comunale il 24 dicembre 1860. Il 7 agosto 1863 il consiglio comunale deliberò la fondazione della Cassa di risparmio d Mirandola, stanziando un fondo iniziale di 1.000 lire. L'istituzione della Cassa di risparmio di Mirandola fu approvata con Regio decreto del 27 Settembre 1863 e gli uffici, allestiti presso il palazzo Bergomi, furono aperti al pubblico dal 1º gennaio 1864: nel primo giorno d'apertura furono aperti 88 depositi con interesse del 4%, per un totale di 5.522,10 lire. Nel primo anno d'esercizio vennero aperti da cittadini appartenenti a tutte le classi economiche ben 551 libretti di deposito, su cui vennero effettuati 1614 versamenti e 425 prelievi, per un importo complessivo di 67525,18 lire a cui aggiunsero 1580,43 lire d'interessi.
Il progressivo espandersi degli affari portò al trasferimento della banca presso il Palazzo della Cassa di risparmio di Mirandola, realizzato in stile liberty nel 1911-1912 in piazza Matteotti.
Negli anni 1920 venne aperta la filiale di San Felice sul Panaro (1925), a cui si aggiunsero nel 1927 le acquisizioni delle Casse di risparmio di Concordia sulla Secchia e di Finale Emilia. Nel 1941 venne incorporato il Monte di Credito su Pegno di Mirandola, mentre nel 1949 venne assorbito anche il Monte di Credito su Pegno di Finale Emilia..
Il 1º gennaio 1992 la Cassa di risparmio di Mirandola venne trasformata in società per azioni, che nel 2002 in seguito ad un'OPA fu acquisita dalla Cassa di risparmio di Firenze. Dal 1º luglio 2006 la Cassa di Risparmio di Miradola cessò la sua storia, a seguito della fusione per incorporazione nella Cassa di Risparmio di Firenze, la quale a sua volta entrò a far parte del gruppo Intesa Sanpaolo.